# Andrei Tcherkasov
Andrei Tcherkasov (Ufa, 4 de julho de 1970) é um ex-tenista profissional russo.
Profissional em 1988, obteve a medalha de bronze em simples na Olimpíada de Barcelona 1992 sob a bandeira da Equipe Unificada.
Em 1993, salvou três match points na vitória sobre Andrea Gaudenzi nas quartas-de-final em em torneio de Tel Aviv, na mais longa partida de melhor de três sets, 3 horas e 54 minutos, da história do circuito profissional.